# Roc de Queralt
El Roc de Queralt és una muntanya de 1.183 metres que es troba al municipi de les Valls de Valira, a la comarca de l'Alt Urgell.